# Uhrencup
Uhrencup é um torneio de futebol disputado anualmente na Suíça. 
O torneio normalmente possui quatro equipes, cada uma jogando duas partidas, e é realizada em julho no Stadion Brühl em Grenchen. O torneio passou a ser disputado anualmente desde 1962 (com exceção dos anos 1967 e 1974). 
Normalmente possui clubes suíços, embora ocasionalmente algumas equipes de outros países são convidados a jogar como parte de uma turnê de pré-temporada. No entanto, em 2010 o campeonato foi verdadeiramente internacional, com apenas um clube suíço (Young Boys Bern). As equipes restantes foram Deportivo de La Coruña da Espanha, FC Twente da Holanda e o campeão VfB Stuttgart da Alemanha.

## Campeões
| Ano  | Equipe                  |
| ---- | ----------------------- |
| 1962 | FC Grenchen             |
| 1963 | Ipswich Town            |
| 1963 | BSC Young Boys          |
| 1965 | Lanerossi Vicenza       |
| 1966 | FC Sochaux-Montbéliard  |
| 1967 | não disputado           |
| 1968 | FC Biel-Bienne          |
| 1969 | FC Basel                |
| 1970 | FC Basel                |
| 1971 | FC Grenchen             |
| 1972 | Neuchâtel Xamax         |
| 1973 | BSC Young Boys          |
| 1974 | não disputado           |
| 1975 | BSC Young Boys          |
| 1976 | FC Zurich               |
| 1977 | Neuchâtel Xamax         |
| 1978 | FC Basel                |
| 1979 | FC Basel                |
| 1980 | FC Basel                |
| 1981 | FC Grenchen             |
| 1982 | FC Grenchen             |
| 1983 | FC Basel                |
| 1984 | Servette FC             |
| 1985 | FC Grenchen             |
| 1986 | FC Basel                |
| 1987 | BSC Young Boys          |
| 1988 | FC Basel                |
| 1989 | FK Partizan             |
| 1990 | Górnik Zabrze           |
| 1991 | 1. FC Köln              |
| 1992 | FC Zurich               |
| 1993 | FC Zurich               |
| 1994 | FC Zurich               |
| 1995 | FC Aarau                |
| 1996 | FC Grenchen             |
| 1997 | FC Subingen             |
| 1998 | FC Solothurn            |
| 1999 | FC Grenchen             |
| 2000 | BSC Young Boys          |
| 2001 | Grasshopper-Club Zürich |
| 2002 | Servette FC             |
| 2003 | FC Basel                |
| 2004 | BSC Young Boys          |
| 2005 | Trabzonspor             |
| 2006 | FC Zürich/FC Basel      |
| 2007 | BSC Young Boys          |
| 2008 | FC Basel                |
| 2009 | Shakhtar Donetsk        |
| 2010 | VfB Stuttgart           |
| 2011 | FC Basel                |
| 2012 | não disputado           |
| 2013 | FC Basel                |
| 2014 | não disputado           |
| 2015 | não disputado           |
| 2016 | Galatasaray             |
| 2017 | Stoke City              |
| 2018 | Wolverhampton Wanderers |
| 2019 | Young Boys              |